# أولاد بوعشرة (فاصك)
أولاد بوعشرة هي إحدى مشيخات المملكة المغربية، تتبع جغرافيا لإقليم كلميم وإداريًا لفاصك. يقدر عدد سكانها بـ 405 نسمة حسب الإحصاء الرسمي للسكان والسكنى لسنة 2004.